# Янніс Аманатідіс
Іоанніс Аманатідіс (грец. Γιάννης Αμανατίδης; 3 грудня 1981, Козані) — грецький футболіст, нападник та тренер. З 2002 по 2010 рік виступав у складі збірної Греції.

## Клубна кар'єра
Родина Аманатідіса емігрувала до Німеччини, коли йому було 9 років, і оселилася в Штутгарті.
У цьому місті він почав займатися футболом у клубі «СК Штутгарт». Двома роками пізніше він перейшов до футбольної академії «Штутгарта». У 2002 році в цьому клубі почалася його кар'єра в першій Бундеслізі, до цього він провів рік в оренді у клубі другої бундесліги «Гройтер Фюрт». Після конфлікту з тренером «Штутгарта» Феліксом Магатом він уперше опинився у франкфуртському «Айнтрахті», який знаходився на межі вильоту з Бундесліги й взяв гравця в оренду.
Влітку 2004 року Аманатідіс підписав контракт з «Кайзерслаутерном», але після всього лише одного сезону він знову перейшов до «Айнтрахта», який на той час повернувся у першу бундеслігу, і став творцем атак команди, регулярно забивав голи, і зрештою став починаючи з сезону 2007/2008 років капітаном команди. У квітні 2008 року було оголошено, що Аманатідіс погодився продовжити свою угоду з клубом до 2012 року.

## Кар'єра в збірній
У листопаді 2002 року Янніс Аманатідіс провів свій перший матч у складі національної збірної Греції проти збірної Ірландії. Однак він залишився поза переможним складом збірної на Євро-2004.
У листопаді 2007 року Янніс Аманатідіс забив вирішальний м'яч у грі зі збірною Туреччини, який вивів збірну на Євро-2008. В національній команді грав на правому краю півзахисту. У серпні 2010 року Янніс вирішив завершити міжнародну кар'єру через сварки з Футбольною федерацією Греції.

## Досягнення
- Фіналіст Кубка Німеччини: 2006